# Ейрик II
Ейрик II Магнусон (на старонорвежки: Eiríkr Magnússon; на норвежки: Eirik Magnusson), с прозвище Prestehater („Гонител на попове“), наречен така заради конфликтите му с църквата, е крал на Норвегия от 1280 до 1299 г.

## Биография
Ейрик е син на крал Магнус VI Лагабьоте и на Ингеборг Ериксдатер Датска, дъщеря за датския крал Ерик IV.
През 1273 г., само на 5-годишна възраст, баща му му дава титлата „крал“, тъй като възнамерявал да управляват заедно и впоследствие да му предаде цялата власт. Тези планове не могли да се осъществят, тъй като през 1280 г. баща му умира преди Ейрик да навърши пълнолетие и да бъде в състояние да изпълнява кралските си правомощия. Регентството поема съвет от барони, в който по всяка вероятност влизала и майка му, кралица Ингеборг. Този съвет управлява от негово име до 1282 г., но вероятно продължава да упражнява влияние върху младия крал и по-късно.
През 1281 г. Ейрик Магнусон се жени за Маргарет Шотландска, дъщерята на шотландския крал Александър III. Тя умира две години по-късно при раждането на тяхната дъщеря Маргарет Норвежката.
Вторият брак на Ейрик е с Изабел Брус, племенница на шотландския крал Робърт I. От този брак се ражда дъщеря – Ингеборг Ейриксдотир, която се омъжва за шведския принц Валдемар Магнусон.
Понеже Ейрик нямал мъжки наследници, след смъртта му през 1299 г. го наследява брат му Хокон V Магнусон.